# Verruimingskandidaat
Een verruimingskandidaat (of verruimer) is een persoon die in België kandidaat is voor verkiezingen namens een politieke partij, zonder te beschikken over het partijlidmaatschap. Verruimingskandidaten worden vaak aangetrokken om stemmen uit andere omgevingen te winnen, of bij een onvoldoende aantal beschikbare kandidaten uit eigen partij ten opzichte van de kiesverwachting.
Deze manier van kandidaatstelling komt vaak voor in landen waar een kiesdrempel gehanteerd wordt, daar er naast een bepaald percentage stemmen vaak ook voordrachtshandtekeningen geëist worden om te kunnen deelnemen als nieuwe of eenpersoonslijst.
Bekende verruimingskandidaten zijn:
- 1949: Victor Leemans voor Christelijke Volkspartij
- 1949: Nora Puype voor Christelijke Volkspartij (senaatsverkiezing)
- 1992: Fernand Huts voor Open Vlaamse Liberalen en Democraten
- 2004: Freddy Van Gaever voor Vlaams Belang
- 2009: Koen T'Sijen voor sp.a (verkiezingen provincie Antwerpen)
- 2009: Dirk Tuypens, Dirk Vandermeulen, Tine Van Rompuy voor PVDA+

De term wordt ook gebruikt voor (bekende) personen uit het economisch, syndicaal, universiteits-, sociaal of mediamilieu die zich voor het eerst kandidaat stellen voor een bepaalde partij (zogenaamde witte konijnen).